# David Robert Mitchell
David Robert Mitchell (ur. 19 października 1974 w Clawson) – amerykański reżyser, scenarzysta i producent filmowy. 
Zdobył uznanie i szerszą rozpoznawalność za sprawą drugiego w swojej karierze pełnometrażowego filmu, horroru Coś za mną chodzi (2014). Jego kolejny obraz, Tajemnice Silver Lake (2018) z Andrew Garfieldem w roli głównej, startował w konkursie głównym na 71. MFF w Cannes.

## Filmografia
| Rok  | Tytuł                                                                      | Reżyser | Scenarzysta | Producent | Uwagi                                            |
| ---- | -------------------------------------------------------------------------- | ------- | ----------- | --------- | ------------------------------------------------ |
| 2002 | Virgin                                                                     | T       | T           |           | film krótkometrażowy                             |
| 2010 | Legendarne amerykańskie pidżama party (The Myth of the American Sleepover) | T       | T           |           |                                                  |
| 2014 | Coś za mną chodzi (It Follows)                                             | T       | T           | T         |                                                  |
| 2018 | Tajemnice Silver Lake (Under the Silver Lake)                              | T       | T           | T         |                                                  |
| 2026 | Flowervale Street                                                          | T       | T           | T         | w postprodukcji                                  |
|      | They Follow                                                                | T       | T           | T         | w produkcji; kontynuacja filmu Coś za mną chodzi |